# Матеру Юріс
Матеру Юріс або Юріс Матерс (латис. Māteru Juris) – латвійський письменник і журналіст.  Активний діяч культурного та національно-визвольного руху Латвії 1850-1880-х років, видавець газет «Baltijas Zemkopis» (1875 - 1880)  та «Tiesu Vestnesis» (1880 - 1884).

## Біографія
Ю. Матерс народився 11 березня 1845 року в будинку садиби Кілду в Айзпутському районі в родині фермера. Навчався у Каздангській школі. По закінченню навчання, працював помічником писаря у волосному суді міста Скрунда. Також Ю. Матерс працював управителем бібліотеки Скрунда та очолював місцеву пошту.
З 1866 року Ю. Матерс працює судовим канцеляристом, писарем, зокрема у Кулдизькому повіті, магістратурі Пілтене. У Пілтене за його допомогою була заснована асоціація волонтерів, після чого він був запрошений управляючим бібліотеки губернатора Курляндії. Одночасно Ю. Матерс працював інспектором друкарні в Єлгаві.
З 1875 по 1884 рік займався видавничою діяльністю, видавав щотижневу сільськогосподарську газету «Baltijas Zemkopis», а потім першу латвійську газету «Tiesu Vestnesis». Через грошові проблеми у 1882 році перебував у борговій в’язниці.
Помер від інсульту 04 лютого 1885 року. Похований у Єлгаві.

### Громадська діяльність
Юріс Матерс захищав ідеї рівноправності латвійського та німецького дворянства у справах землеволодіння. Будучи добре обізнаним у питаннях права та правосуддя, перекладав закони Російської імперії німецькою та латиською мовами; розширив термінологію латвійського права. Має багато публікацій на господарчі, літературні та суспільно-політичні  теми, у тому числі:
- «Листи про балтійське господарство»,  (1877)

- «Політична перевірка (про мову в мирових судах балтійських губерній)», (1880)

- «Де і як латиші вивчають латиську мову?» (1878)

- «Національні прагнення латишів», (1881)

### Літературна діяльність
- «Домашні хвилі» (роман), 1879

- «Патріотизм і кохання» (роман), 1880-1882

- «Перший і останній бал» (оповідання), 1883

- «Десять років потому» (оповідання), 1884

- «На честь життя» (оповідання), 1885

## Пам'ять
Іменем Ю. Матерса названа одна з вулиць у м. Єлгава. Крім того, вулиці на честь Ю. Матерса є у містах Айзпуте, Кулдизі, Пільтені, Ауце та Ризі.
Його ім’ям названа початкова школа у Казданзі. Напроти замку у Казданзі знаходиться пам’ятник Ю. Матерсу.

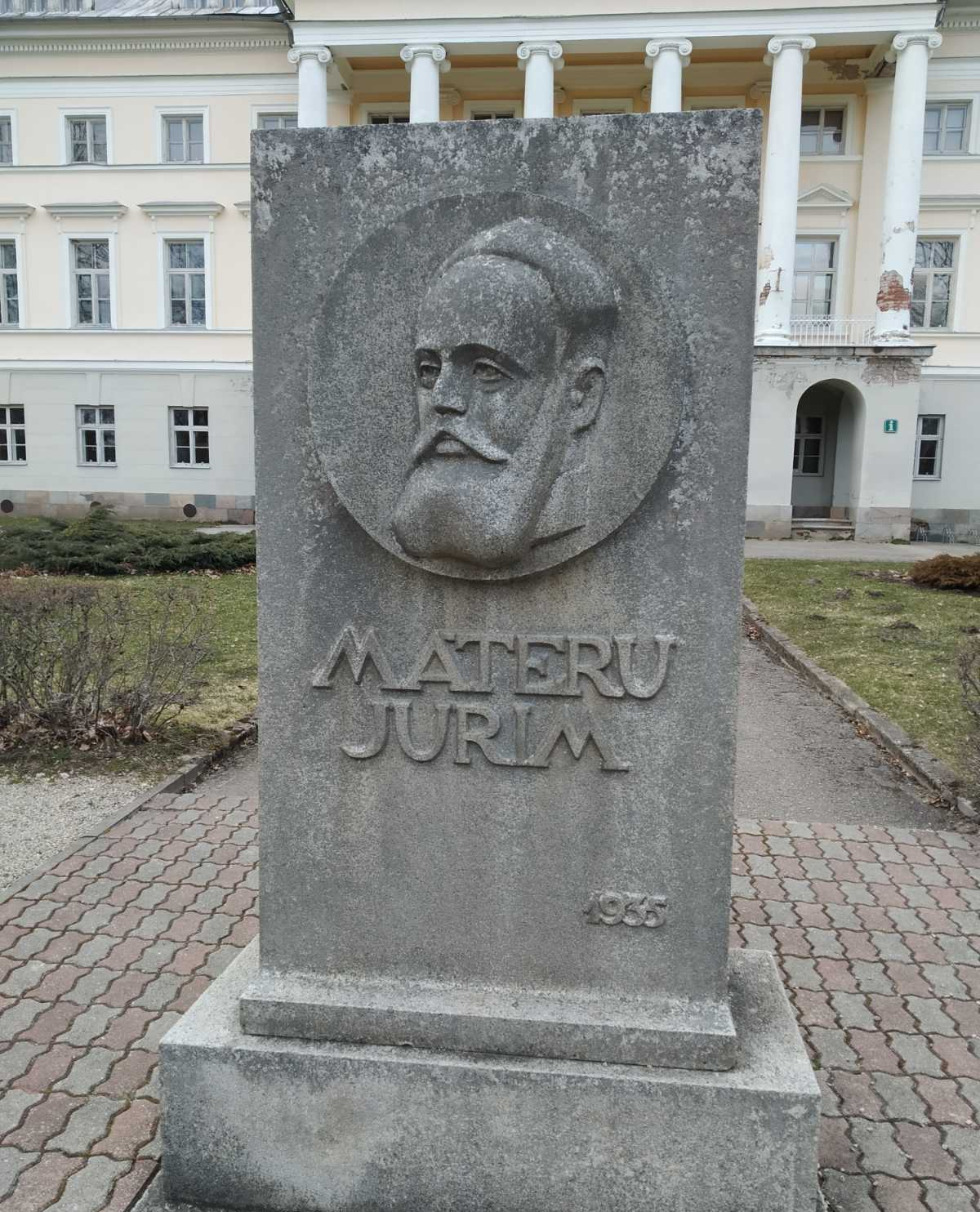
Пам'ятник Ю. Матерсу, Казданга, 2022